# 迪特列夫·耶格爾·霍爾姆
迪特列夫·耶格爾·霍爾姆（丹麥語：Ditlev Jæger Holm，1997年6月30日—），丹麥男子羽球運動員。

## 簡歷
迪特列夫·耶格爾·霍爾姆在2019年哈薩克羽毛球國際賽贏得男子單打和男子雙打（搭檔Jeppe Bruun）冠軍。兩周後，他在威爾斯國際賽贏得第二座男子單打冠軍。

## 主要比賽成績
只列出曾進入準決賽的國際賽事成績：
| 年份   | 賽事                     | 公開賽級別 | 項目     | 搭檔            | 成績   |
| ------ | ------------------------ | ---------- | -------- | --------------- | ------ |
| 2016年 | 冰島羽毛球國際賽         | 國際系列賽 | 男子雙打 | 葉普·盧德維格森 | 準決賽 |
| 2016年 | 瑞士羽毛球國際賽         | 國際系列賽 | 男子單打 | －              | 準決賽 |
| 2019年 | 葡萄牙羽毛球國際賽       | 國際系列賽 | 男子單打 | －              | 準決賽 |
| 2019年 | 保加利亞羽毛球公開賽     | 國際系列賽 | 男子單打 | －              | 準決賽 |
| 2019年 | 波蘭羽毛球國際賽         | 國際系列賽 | 男子單打 | －              | 準決賽 |
| 2019年 | 哈薩克羽毛球國際賽       | 國際系列賽 | 男子單打 | －              | 冠軍   |
| 2019年 | 哈薩克羽毛球國際賽       | 國際系列賽 | 男子雙打 | Jeppe Bruun     | 冠軍   |
| 2019年 | 威爾斯羽毛球國際賽       | 國際系列賽 | 男子單打 | －              | 冠軍   |
| 2020年 | 薩洛盧羽毛球公開賽       | 超級100賽  | 男子單打 | －              | 準決賽 |
| 2021年 | 葡萄牙羽毛球國際賽       | 國際系列賽 | 男子單打 | －              | 冠軍   |
| 2022年 | 盧森堡羽毛球公開賽       | 國際系列賽 | 男子單打 | －              | 準決賽 |
| 2024年 | 比利時羽毛球國際賽       | 國際挑戰賽 | 男子單打 | －              | 準決賽 |
| 2024年 | 波蘭羽毛球國際賽         | 國際系列賽 | 男子單打 | －              | 冠軍   |
| 2024年 | 匈牙利羽毛球國際賽       | 國際系列賽 | 男子單打 | －              | 亞軍   |
| 2025年 | 馬耳他羽毛球國際賽       | 未來系列賽 | 男子單打 | －              | 準決賽 |
| 2025年 | 意大利羽毛球公開賽       | 國際系列賽 | 男子單打 | －              | 冠軍   |
| 2025年 | 新亞奎丹羽毛球未來系列賽 | 未來系列賽 | 男子單打 | －              | 準決賽 |

| 2007-2017年 | 首要超級賽 | 超級賽 | 黃金大獎賽 | 大獎賽 | 國際挑戰賽 | 國際系列賽 | 未來系列賽 | 其他 |

| 2018-2026年 | 總決賽 | 超級1000賽 | 超級750賽 | 超級500賽 | 超級300賽 | 超級100賽 | 國際挑戰賽 | 國際系列賽 | 未來系列賽 | 其他 |

## 外部連結
- 迪特列夫·耶格爾·霍爾姆的Instagram帳戶